# Ізера
Ізера (італ. Isera, вен. Ixera) — муніципалітет в Італії, у регіоні Трентіно-Альто-Адідже,  провінція Тренто.
Ізера розташована на відстані близько 460 км на північ від Рима, 22 км на південь від Тренто.
Населення — 2715 осіб (2014).
Щорічний фестиваль відбувається 22 січня. Покровитель — San Vincenzo.

## Демографія
Населення за роками:

Станом на 1 січня 2023 року в муніципалітеті офіційно проживав 121 іноземець з 33 країн, серед них 29 громадян країн Євросоюзу та 6 громадян України.

## Сусідні муніципалітети
- Морі
- Ногаредо
- Ронцо-К'єніс
- Роверето
- Вілла-Лагарина